# Gary Glassman
Gary Glassman (* vor 1982) ist ein Filmregisseur und Drehbuchautor.
Man in space (1982) ist ein Werk von Jonathan Borofsky und Gary Glassman. Die Zusammenarbeit von Jonathan Borofsky mit Gary Glassman endet 1985 mit einem letzten Video, „Prisoners“, das in die Sammlung des Centre Georges Pompidou aufgenommen wurde. Der Dokumentarfilm Prisoners (58 min) verfolgt die Lebensläufe von 32 Gefangenen im Gefängnis von Saint-Quentin und dem California Institution for Women in Chino. Auf der Basis der Interviews (insgesamt 48 Stunden) wird versucht, die Ähnlichkeiten und die Verschiedenheiten von freien Bürgern zu verstehen.

## Filme (Auswahl)
- Biblische Detektivgeschichten/Verschüttete Zeugen der Bibel, USA, 2008, Regie: Gary Glasman
- Kathedralen-Wunderwerke der Gotik Frankreich, 2010, Christine Le Goff, Scott Tiffany, Drehbuch: Gary Glassman
- Der Parthenon (OT: Secrets of the  Parthenon.) Dokumentarfilm, Frankreich, USA, 2008, 78 Min., Buch und Regie: Gary Glassman, Produktion: WGBH-TV / Nova, Studio International, arte France, deutsche Erstsendung: 23. Januar 2010, Inhaltsangabe von arte, Filmseite des PBS (engl.)